# Грич (Рибниця)
Грич (словен. Grič) — поселення в общині Рибниця, регіон Південно-Східна Словенія, Словенія.